# NGC 974
NGC 974 је спирална галаксија у сазвежђу Троугао која се налази на NGC листи објеката дубоког неба.
Деклинација објекта је + 32° 57' 18" а ректасцензија 2h 34m 25,7s. Привидна величина (магнитуда) објекта NGC 974 износи 12,8 а фотографска магнитуда 13,6. NGC 974 је још познат и под ознакама UGC 2049, MCG 5-7-12, CGCG 505-15, NPM1G +32.0104, IRAS 02314+3243, PGC 9802.